# Vaudes
Vaudes és un municipi francès situat al departament de l'Aube i a la regió del Gran Est. L'any 2007 tenia 599 habitants.

## Demografia

### Població
El 2007 la població de fet de Vaudes era de 599 persones. Hi havia 242 famílies de les quals 60 eren unipersonals (24 homes vivint sols i 36 dones vivint soles), 95 parelles sense fills, 75 parelles amb fills i 12 famílies monoparentals amb fills.
La població ha evolucionat segons el següent gràfic:
Habitants censats

### Habitatges
El 2007 hi havia 281 habitatges, 253 eren l'habitatge principal de la família, 3 eren segones residències i 25 estaven desocupats. 254 eren cases i 27 eren apartaments. Dels 253 habitatges principals, 198 estaven ocupats pels seus propietaris, 47 estaven llogats i ocupats pels llogaters i 8 estaven cedits a títol gratuït; 3 tenien dues cambres, 47 en tenien tres, 105 en tenien quatre i 98 en tenien cinc o més. 189 habitatges disposaven pel capbaix d'una plaça de pàrquing. A 107 habitatges hi havia un automòbil i a 126 n'hi havia dos o més.

### Piràmide de població
La piràmide de població per edats i sexe el 2009 era:
| Homes | Edats   | Dones |
| ----- | ------- | ----- |
| 0     | 95 o +  | 4     |
| 0     | 90 a 94 | 0     |
| 0     | 85 a 89 | 0     |
| 4     | 80 a 84 | 0     |
| 12    | 75 a 79 | 16    |
| 20    | 70 a 74 | 20    |
| 20    | 65 a 69 | 12    |
| 4     | 60 a 64 | 8     |
| 12    | 55 a 59 | 8     |
| 20    | 50 a 54 | 16    |
| 28    | 45 a 49 | 28    |
| 16    | 40 a 44 | 12    |
| 28    | 35 a 39 | 16    |
| 20    | 30 a 34 | 24    |
| 24    | 25 a 29 | 8     |
| 16    | 20 a 24 | 40    |
| 0     | 15 a 19 | 20    |
| 12    | 10 a 14 | 12    |
| 24    | 5 a 9   | 20    |
| 20    | 0 a 4   | 20    |

## Economia
El 2007 la població en edat de treballar era de 403 persones, 295 eren actives i 108 eren inactives. De les 295 persones actives 270 estaven ocupades (148 homes i 122 dones) i 25 estaven aturades (6 homes i 19 dones). De les 108 persones inactives 48 estaven jubilades, 28 estaven estudiant i 32 estaven classificades com a «altres inactius».

### Ingressos
El 2009 a Vaudes hi havia 265 unitats fiscals que integraven 644,5 persones, la mediana anual d'ingressos fiscals per persona era de 18.172 €.

### Activitats econòmiques
Dels 26 establiments que hi havia el 2007, 5 eren d'empreses extractives, 1 d'una empresa alimentària, 2 d'empreses de fabricació d'altres productes industrials, 6 d'empreses de construcció, 2 d'empreses de comerç i reparació d'automòbils, 3 d'empreses de transport, 1 d'una empresa d'hostatgeria i restauració, 3 d'empreses financeres i 3 d'empreses de serveis.
Dels 5 establiments de servei als particulars que hi havia el 2009, 2 eren paletes, 1 fusteria i 2 lampisteries.
L'any 2000 a Vaudes hi havia 4 explotacions agrícoles que ocupaven un total de 476 hectàrees.

## Equipaments sanitaris i escolars
El 2009 hi havia una escola elemental integrada dins d'un grup escolar amb les comunes properes formant una escola dispersa.

## Poblacions més properes
El següent diagrama mostra les poblacions més properes.